# Касихара
Касиха́ра (яп. 橿原市 Касихара-си) — город в Японии, находящийся в префектуре Нара.

## Географическое положение
Город расположен на острове Хонсю в префектуре Нара региона Кинки. С ним граничат города Госе, Сакураи, Яматотакада, посёлки Корё, Таварамото, Такатори и село Асука.
На территории Касихары находятся руины бывшей столицы Японии Фудзиваракё.

## Население
Население города составляет, а плотность — 3168,14 чел./км². Изменение численности населения с 1980 по 2005 годы:
| 1980 | 107 316 чел. |  |
| 1985 | 112 888 чел. |  |
| 1990 | 115 554 чел. |  |
| 1995 | 121 988 чел. |  |
| 2000 | 125 005 чел. |  |
| 2005 | 124 728 чел. |  |

122 991 чел. (1 октября 2017)

## Символика
Деревом города считается вечнозелёный дуб, цветком — Gardenia jasminoides.